# Avionique modulaire intégrée
Pour les articles homonymes, voir AMI et IMA.
L'avionique modulaire intégrée ou AMI (en anglais, Integrated Modular Avionics ou IMA) est une tendance relativement récente en avionique, datant des années 1990  pour les avions militaires (Airbus A400M, ...) et des années 2000 pour les avions civils (Airbus A380, Airbus A350, Boeing 787 Dreamliner), pour ramener au niveau de calculateurs modulaires identiques (répliqués redondance) les fonctions logicielles qui auparavant étaient prises en charge par des calculateurs dédiés.
Plusieurs raisons sont à l'origine de l'avionique modulaire. D'abord les calculateurs actuels sont devenus assez puissants pour traiter plus d'une seule fonction. Ensuite, cela permet de diminuer la masse, la consommation et les coûts de développement et de maintenance de l'informatique embarquée, tout en facilitant sa maintenance.
Les fonctions vitales de l'avion (commandes de vol électriques par exemple) restent assurées par des calculateurs dédiés.